# 주체의 해석학
주체의 해석학(The Hermeneutics of the Subjec)은 1981-1982년에 프랑스의 철학자 미쉘 푸코 ( Michel Foucault)가  콜레즈 드 프랑스 (Colège de France)에서 처음으로 강의한 강좌이다. 푸코가 헬레니즘 그리스와 초기 로마의 "황금 시기"에 나타난 "자신의 실천"과 "자기배려"과 같은 개념을 상세히 설명한다. 푸코는 오늘날 시대와완전히 반대로 그 시대는 자신을 아는 것보다도 자신을 배려(prendre soin de soi-même)하는데 더욱 강조를 두었다고 주장한다. 주체의 해석학은 후기 푸코의 "윤리적 전환"를 이해하는데 매우 중요하며, 점점 일반 철학적 관심을 끌고있다.

## 같이 보기
- 미셸 푸코